# Mérinthophobie
 (août 2025).
 La mérinthophobie est la peur d'être attaché ou ligoté. L'origine du mot merintho est grecque (signifiant « ficelle »). La mérinthophobie est une phobie spécifique. Les symptômes incluent généralement l'anxiété, l'essoufflement, la respiration rapide, un rythme cardiaque irrégulier, la transpiration, les nausées, la bouche sèche, les évanouissements, l'incapacité à articuler des mots ou des phrases, et des tremblements. Cette peur peut provenir d'un incident au cours duquel la personne a été attachée, soit comme une plaisanterie, soit intentionnellement, ou d'avoir observé quelqu'un d'autre attaché. Le traumatisme d'un tel événement reste souvent présent toute la vie. Une personne souffrant de mérinthophobie sera très mal à l'aise en regardant un illusionniste s'échapper après avoir été ligoté, et elle peut ressentir un malaise ou des nausées. Les traitements de cette phobie incluent le suivi psychologique, l'hypnothérapie et la psychothérapie,,.